# Иегуда Хасид из Регенсбурга
Иегуда Хасид из Регенсбурга, Иегуда́ бен-Шмуэ́ль хе-Хаси́д, Иехуда бен Шмуэль хе-Хасид, Иуда бен Самуил (ивр. יהודה החסיד‎, «Иуда Благочестивый»; 1140, Шпайер — 1217, Регенсбург) — германский раввин, основоположник направления «Хасидей Ашкеназ», еврейского мистического движения в средневековой Германии.
Движение «хасидей ашкеназ» (хасидим ришоним) отличается от обычного каббалистического мистицизма, поскольку сосредотачивается на особых молитвах и этическом поведении. Йегуда Хасид поселился в Регенсбурге в 1195. Наиболее его известные труды — «Сефер хасидим» (Книга благочестивых) и «Сефер ха-Кавод» (Книга славы), последняя была утрачена и известна по цитатам из других авторов. Наиболее известные ученики раввина Йегуды — раввин Рокеах и Моше бен Яаков.

## Биография
Йегуда ха-Хасид происходил из древнего рода каббалистов. Его отец, Шмуэль Хасид (Шмуэль Кадош) возглавлял дом учения в Шпеере, а его дедушка Клонимус был выдающимся мудрецом и меценатом. После переезда в Регенсбург основал там дом учения, где воспитал ряд известных еврейских мудрецов. Оставил одного сына — Моше Звалтмана. Внук Йеуды — Элазар, сын Моше ха-Даршана.

## Труды
«Сефер-хасидим», традиционно приписываемая р. Йеуда а-Хасиду, состоит из трёх отдельных книг (во многих издания включается также четвёртая книга без названия и пятая книга — комментарий на Мишлей):
1. «Сефер ха-Йира» (книга трепета) — занимается этическими вопросами Богобоязненности;
2. «Сефер ха-Тшува» (книга раскаяния), занимается раскаянием и искуплением грехов;
3. «Сефер-хасидим» — основное сочинение.

Сефер хасидим занимается вопросами этики и повседневной жизни: отношениям с местным населением, торговле и т. п. Рассматриваются смысл и правила соблюдения различных заповедей.

### Завещание
Завещание р. Йеуды ха-Хасида обычно издаётся в начале «Сефер хасидим». Представляет собой мистические дополнительные запретительные указания, касающиеся различных аспектов повседневной жизни и имеющее ряд дополнений, добавленных другими хасидей ашкеназ. При этом ряд запретов касается не всех евреев, а только потомков р. Йеуды. Запреты, содержащиеся в «завещании» во многом напоминают суеверия, однако, как правило, имеют под собой каббалистическое основание.
Примеры широко известных запретов:
- не следует раскапывать могилу и оставлять её открытой, если покойного не будут хоронить в этот день;
- когда выносят покойника из дома, следует остерегаться, чтобы человек не вышел перед гробом;
- нельзя строить дом выше синагоги;
- нельзя жениться человеку на женщине, которую зовут так же, как его мать, либо отца которой зовут так же, как его;
- нельзя жениться двум братьям на двух сёстрах, нельзя жениться на племяннице, нельзя жениться на одной женщине, а потом (после смерти или развода) на её сестре и т. п.;
- нельзя отказывать жене в супружеской близости в ночь её погружения в микву;
- нельзя возвращаться домой, если человек, выходя из дома, что-то забыл из дома; следует попросить, чтобы эту вещь вынесли;
- нельзя чистить обувь в день выхода в дорогу (но следует сделать это накануне);
- нельзя рубить плодовые деревья;
- нельзя писать на книге, что она чья-то (например, это книга Реувена), а следует просто написать имя хозяина;
- нельзя стричь волосы головы, бороду и ногти в новомесячье;
- ребёнка нужно начинать кормить левой грудью;
- после смерти человека всю воду, которая находилась в округе, нужно вылить;
- нельзя снимать мезузу при выезде из дома.

Несмотря на то, что большая часть запретов не имеет галахического основания в Талмуде и Торе, содержание завещания было широко известно даже среди малограмотных евреев на протяжении десятков поколений. Некоторые запреты (стрижка волос в новомесячье, запрет снятия мезузы, часть похоронных постановлений и др.) зафиксированы галахическими авторитетами, в том числе Рамо, в Мишне Бруре и т. д. Однако на протяжении длительного времени большинство запретов рассматриваются как необязательные (в частности, запреты, связанные с браками).

### Шир ха-Кавод (Песнь славы, Аним Змирот)
Приписываемый р. Йеуде ха-Хасиду возвышенный литургический гимн, прославляющий Творца. Исполняется в ашкеназских синагогах в субботу после молитвы «мусаф» либо перед чтением Торы. Слова этого гимна настолько возвышенны, что исполнение поручается, как правило, мальчикам, не достигшим совершеннолетия. При этом открывается арон ха-кодеш. Тест приводится в любом сидуре.